# Воробейков, Андрей Васильевич
Андрей Васильевич Воробейков (13 октября 1904 — ?) — полковник ВС СССР, начальник Саратовского военного училища пограничных и внутренних войск НКВД СССР в 1939—1942 годах.

## Биография
Уроженец села Пехтеево (ныне не существует), находившегося на территории нынешнего Череповецкого района Вологодской области. В рядах РККА с 15 сентября 1922 года. Окончил Военную академию имени М. В. Фрунзе. 2 августа 1939 года возглавил Саратовское военное училище пограничных и внутренних войск НКВД. В ходе деятельности на посту начальника сократил число лекций, увеличив число полевых практических занятий и подняв массово-культурную и спортивную работу.
9 марта 1940 года за подписью Воробейкова и военкома полкового комиссара Л. И. Григорьева в адрес начальника политуправления пограничных войск НКВД было направлено ходатайство о присвоении училищу имени Молотова, которое осталось без удовлетворения. Приказом Воробейкова от 15 марта 1940 года была объявлена аттестация всего начальствующего состава училища. 16 марта 1942 года его на посту начальника училища сменил И. Ф. Городничев.
Дослужился до звания полковника. Закончил службу 1 декабря 1955 года.

## Награды
- Орден Красного Знамени (3 ноября 1944 года) — за выслугу лет в войсках, органах НКВД и милиции[6]
- Орден Красной Звезды (3 декабря 1944 года) — за успешное выполнение специальных заданий Правительства[7]
- Орден Отечественной войны I степени (21 сентября 1945) — за успешное выполнение специальных правительственных заданий[8]
- Медаль «За победу над Германией в Великой Отечественной войне 1941—1945 гг.»[2]
- Медаль «За победу над Японией»[2]